# Veronica Buckley
Veronica Buckley (geb. 1956 in Christchurch, Neuseeland) ist eine Schriftstellerin und Biografin. Im Jahr 1979 schloss sie ihr Studium an der University of Canterbury mit Auszeichnung in Französisch und Philosophie ab und erhielt ein Postgraduiertenstipendium für Kultur- und Sozialgeschichte an der University of London. Bevor sie ihre Karriere als Schriftstellerin begann, arbeitete sie als Musikerin sowie als technische Redakteurin und Spezialistin für Informationsmanagement in der IT-Branche.
Nach ihrer Doktorarbeit in Neuerer Geschichte an der Universität Oxford schrieb Buckley ihre erste wissenschaftliche Biografie über Königin Christina. Christina, Königin von Schweden: Das rastlose Leben einer europäischen Exzentrikerin, wurde 2004 veröffentlicht und in acht Sprachen übersetzt. Es wurde von The Telegraph zu einem der 20 besten Sachbücher des Jahres gewählt.
Buckleys zweites Buch, Madame de Maintenon: Die geheime Ehefrau von Ludwig XIV., wurde im Juli 2008 von Bloomsbury veröffentlicht. Es ist eine Biografie der Marquise de Maintenon, die aus bescheidenen Verhältnissen zur morganatischen Ehefrau des Sonnenkönigs aufstieg und an dessen Hof großen Einfluss hatte. Im April 2008 wurde die erste Auflage wegen fehlerhafter Verweise auf ein literarisches Werk zurückgerufen und neu aufgelegt. Ein Presseartikel in The Guardian "enthüllte" den Fehler, obwohl er bereits korrigiert worden war. Das Buch wurde von der Kritik weitgehend positiv aufgenommen, obwohl Buckley von einigen Rezensenten für ihre Interpretation der religiösen Ansichten ihres Protagonisten kritisiert wurde.
Buckley lebte in Paris und Wien, wohnt aber derzeit in Los Angeles. Sie ist mit dem Schriftsteller Philipp Blom verheiratet.